# Reichenbach (Schönwald)

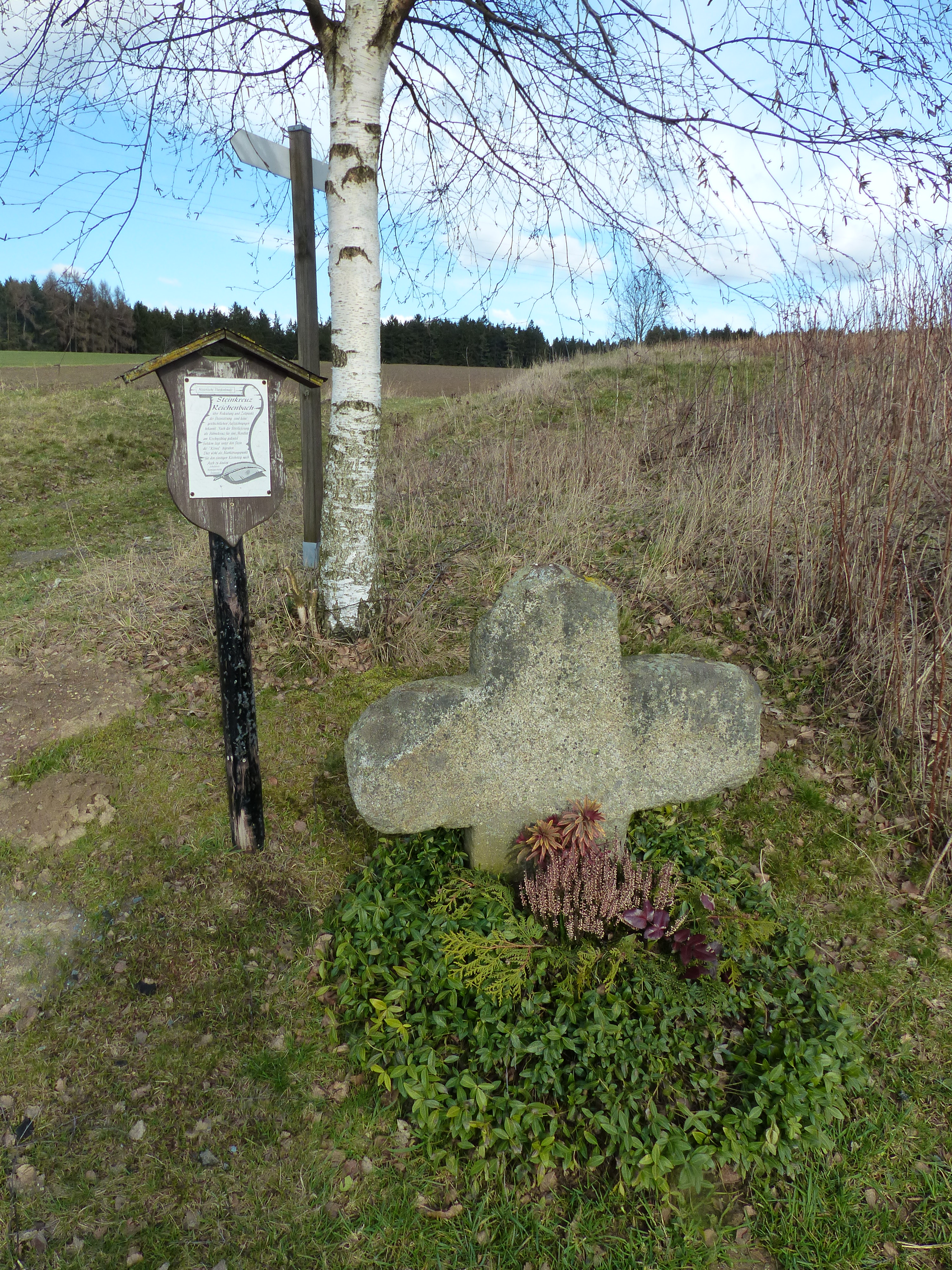
Steinkreuz

Reichenbach ist ein Gemeindeteil der Stadt Schönwald im Landkreis Wunsiedel im Fichtelgebirge (Oberfranken, Bayern).
Das Dorf liegt am Kreuzungspunkt der Straße zwischen Neuhausen über Baumgärtelmühle nach Selb-Plößberg und der vom Stadtzentrum Schönwald nach Lauterbach.
Reichenbach gehörte zu den vier Dörfern, die kirchlich nach Asch (Aš) gepfarrt waren, dies endete erst 1945. Urkundlich erwähnt wurde Reichenbach 1372, als Konrad von Neuberg das Dorf an den Rat von Eger verkaufte. Das Landbuch der Sechsämter ordnete das Dorf 1499 dem Halsgericht in Selb zu. 1818 kam der Ort zur Gemeinde Lauterbach, seit der Gemeindegebietsreform gehört er zu Schönwald.
Unter Denkmalschutz stehen mehrere Bauernhäuser mit ortstypischem Charakter als Wohnstallhaus, eines mit Frackdach. Am Ortsausgang in Richtung Lauterbach, am ehemaligen Kirchenweg nach Asch, befindet sich ein Steinkreuz. Bucka verweist auf einen Eintrag im Egerer Achtbuch von 1377, dass dort ein Reichenbacher geächtet wurde. Auch eine überlieferte Sage deutet auf ein Sühnekreuz hin. Auf dem Gebiet von Reichenbach entspringt der Perlenbach.